# 粕尾峠
粕尾峠（かすおとうげ）は、栃木県鹿沼市(旧上都賀郡粟野町)から、同県日光市(旧上都賀郡足尾町)を結ぶ峠である。標高1,100m。例年12月から3月にかけて積雪・凍結する。

## 概要

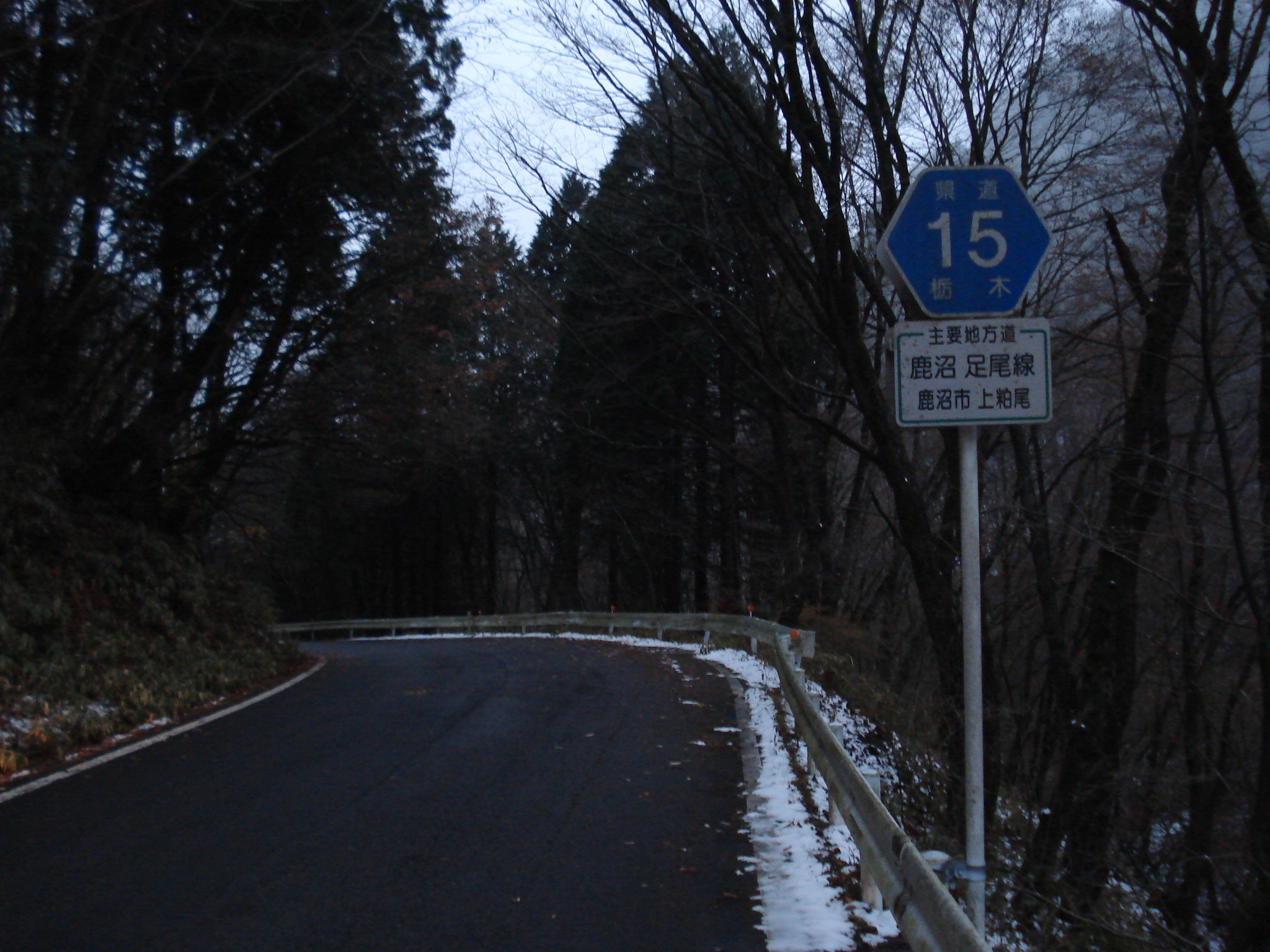
鹿沼市内

現在の峠道は栃木県道15号鹿沼足尾線が通っている。鹿沼市粟野地区の栃木県道32号栃木粕尾線の交点から日光市足尾地区の国道122号足尾バイパス交点までが峠となっており鹿沼市から日光市に抜けることができるが、急勾配・つづら折れが多く、さらに狭隘な区間が多い。秋の紅葉シーズンなどは交通量も増え、見通しの悪い区間も多い。鹿沼市と日光市の市境の場所で栃木県道58号草久足尾線と接する。この県道58号線から前日光牧場や古峰ヶ原高原へアクセスが可能である。また、沿線に粕尾川が流れており、ここは渓流釣りが盛んで利用者の路肩駐車も多い。

## 周辺
- 勝雲山(1322m)
- あわの自然学園
- 地蔵岳(1274m)
- 白樺ノ湯
- 足尾駅